# ナッシュビル (軽巡洋艦)
ナッシュビル (USS Nashville, CL-43) は、アメリカ海軍の軽巡洋艦。ブルックリン級軽巡洋艦の1隻。艦名はテネシー州の州都ナッシュビルに因む。その名を持つ艦としては2隻目。ホーランジアの戦い、モロタイ島の戦い、レイテ島の戦いなどにおいて、ダグラス・マッカーサー陸軍大将の旗艦となった。第二次世界大戦後、チリに売却されてカピタン・プラット (スペイン語: Capitán Prat, CL-03) と改名し、チリ海軍で運用された。

## 艦歴
ナッシュビルは1935年（昭和10年）1月24日にニュージャージー州カムデンのニューヨーク造船所で起工した。1937年（昭和12年）10月2日にアン・スタールマンおよびミルドレッド・スタールマンによって命名、進水し、1938年（昭和13年）6月6日に艦長ウィリアム・W・ウィルソン大佐の指揮下就役した。

### 大戦前
ナッシュビルはカリブ海での整調に向けてフィラデルフィアを1938年7月19日に出航した。8月上旬に北ヨーロッパへの親善訪問に向けて出航し、8月24日にフランスのシェルブール＝オクトヴィルに到着する。その後イギリスのポートランド島で2,500万ドルの金塊を積み込み9月21日に出航、9月30日にブルックリン海軍工廠に到着し金塊を降ろすと10月5日にフィラデルフィアに帰還した。
1939年（昭和14年）春、ナッシュビルはリオデジャネイロで開かれたパン・アメリカン防衛会議に出席するアメリカ代表を乗せてリオデジャネイロに向かい、会議終了後は代表をアナポリスまで送り届け、6月20日に到着した。6月23日、ナッシュビルはノーフォークを出港し、パナマ運河を通過して太平洋に入った。7月16日にサンペドロに到着したナッシュビルは、以後の2年間を太平洋方面で過ごした。1941年（昭和16年）2月、ナッシュビルは他の3隻の巡洋艦と共にウェーク島に海兵隊を輸送。5月20日、ナッシュビルは真珠湾を後にして東海岸に移動し、アイスランドに向かう輸送船団の護衛に任じた。

### 第二次世界大戦
1941年8月から12月にかけては、ナッシュビルはバミューダ諸島を拠点として中立パトロールを行った。12月7日の真珠湾攻撃後、ナッシュビルはカスコ湾でアイスランド行きの輸送船団と合流し、以後1942年（昭和17年）2月までバミューダとアイスランド間の輸送船団護衛を行った。

#### ドーリットル空襲
3月4日、ナッシュビルは空母ホーネット (USS Hornet, CV-8) を護衛し、パナマ運河経由で西海岸に向かった。3月20日にサンディエゴに到着し、ホーネットはアラメダで16機のB-25 ミッチェルを飛行甲板に搭載した。これら B-25 は、ジミー・ドーリットル中佐に率いられ日本本土空襲を行うアメリカ陸軍航空軍の一隊であった。4月2日、ナッシュビルとホーネットは他の艦艇とともに第18任務部隊 (Task Force 18) を構成してサンフランシスコを出撃し、ホーネットではマーク・ミッチャー艦長が日本本土空襲作戦を発表して艦内が沸き立っていた。4月13日、第18任務部隊はミッドウェー島北方洋上でウィリアム・ハルゼー中将率いる第16任務部隊 (Task Force 16) と合流し、共に日本目指して航行していった。4月17日、日本から1,600キロ離れた地点を航行していた両任務部隊は燃料の都合から駆逐艦と給油艦を待機させ、ナッシュビルは空母ホーネットおよびエンタープライズ (USS Enterprise, CV-6) 、重巡洋艦ソルトレイクシティ (USS Salt Lake City, CA-25) 、重巡ノーザンプトン (USS Northampton, CA-26) 、重巡ヴィンセンズ (USS Vincennes, CA-44) などとともに、日本から800キロ離れた海上のドーリットル隊発進予定地点に全速力で急行した。
ところが4月18日未明、エンタープライズのレーダーが2つの目標を探知。6時を回り、警戒の戦闘機が監視艇を発見したのに続き、任務部隊も監視艇を発見するに至った。ハルゼー中将は「我々は発見された」と判断して奇襲策から強襲策に切り替え、ドーリットル隊の発進を命じた。これと相前後して、ナッシュビルはエンタープライズの艦載機と共に監視艇を片っ端から叩き潰す作戦に出た。6時50分、ナッシュビルは発見した監視艇に対する砲撃許可を求め、許可が出るや否や砲撃を開始。焦っていたのか、砲弾が目標に命中するまで約30分もかかったが、それでも6インチ砲弾915発を費やして目標を撃沈した。この目標が特設監視艇第二十三日東丸（日東漁業、90トン）だった。第二十三日東丸の沈没位置は北緯35度50分 東経153度40分 / 北緯35.833度 東経153.667度と記録された。午後に入っても監視艇掃討は続けられ、ナッシュビルは白旗を掲げたクリッパー型の監視艇を発見し接近。捕虜を収容した後砲撃で撃沈した。この監視艇は長渡丸（不詳）であった。ドーリットル隊を発進させ、監視艇攻撃の艦載機を収容した両任務部隊は針路を真東にし、4月25日に真珠湾に帰投した。

#### 旗艦
5月14日、ナッシュビルは第8任務部隊の旗艦となり、アリューシャン列島防衛に向かった。5月26日にダッチハーバーに到着したナッシュビルは、2日後に任務部隊の他の艦艇に合流するためコディアック島に移動した。6月3日から4日にかけて、ダッチハーバーは日本海軍第四航空戦隊（司令官角田覚治少将）の空母龍驤および隼鷹から飛来した艦上機による空襲を受けたが、ナッシュビル以下の任務部隊の各艦は濃霧のため日本艦隊に接触することができなかった。同時期に行われたミッドウェー海戦の敗北により、連合艦隊司令長官山本五十六大将はアリューシャン方面からアッツ島、キスカ島両占領部隊を除いて一時的に兵力を引揚げさせた。これを見て、ナッシュビルは6月から11月にかけて北太平洋方面を哨戒。8月7日、重巡洋艦インディアナポリス (USS Indianapolis, CA-35) 、重巡ルイビル (USS Louisville, CA-28) などともにキスカ島に対する艦砲射撃を行った。この艦砲射撃による日本側の被害は水上戦闘機1機破損、戦死者2名であった。
ナッシュビルは11月22日に真珠湾に帰投し、12月24日に出港してフィジーに向かった。エスピリトゥサント島に到着後、ナッシュビルはウォルデン・L・エインズワース少将が率いる第67任務部隊 (Task Force 67) の旗艦となり、終局を迎えつつあったガダルカナル島攻防戦に参加する。ガダルカナル島への輸送船団を護衛したあと、第67任務部隊は中部ソロモン諸島に向かう。折しも日本海軍の第十一航空艦隊と第八艦隊が、ニュージョージア島のムンダと、コロンバンガラ島ヴィラ・スタンモーア地区に飛行場を造成し、拡張工事をおこなっていた。
1943年（昭和18年）1月4日夜、ナッシュビル（旗艦）は軽巡へレナ (USS Helena, CL-50) 、軽巡セントルイス (USS St. Louis, CL-49) および駆逐艦2隻とともに、ニュージョージア島ムンダの日本軍航空基地に対して艦砲射撃を敢行した。だが支援部隊と合流して避退中、ブインから飛来した九九式艦上爆撃機と零式艦上戦闘機の空襲を受ける。軽巡ホノルル (USS Honolulu, CL-48) が至近弾3発を受け、ニュージーランド海軍の軽巡アキリーズ (HMNZS Achilles) が直撃弾をうけて戦線離脱を余儀なくされた。
次の数ヵ月間、日米両軍はニュージョージア島とコロンバンガラ島を巡って戦い、ナッシュビルもこの攻撃に加わった。5月18日夜、ナッシュビルはコロンバンガラ島のビラ飛行場に対して艦砲射撃を行っていたが、前部砲塔で装薬が爆発し、18名が戦死して17名が負傷した。ナッシュビルは後退し、5月22日にエスピリトゥサント島を出港して本土に向かい、メア・アイランド海軍造船所に到着して修理と近代化改装を行った。
8月6日にサンフランシスコを出港し、8月12日に真珠湾に到着すると機動部隊に合流し、2ヵ月後の南鳥島とウェーク島への攻撃に加わった。10月25日、ナッシュビルはエスピリトゥサント島に到着し、7ヵ月間にわたりニューギニア島とアドミラルティ諸島への攻撃に加わり、さらにブーゲンビル島、ニューブリテン島グロスター岬への上陸作戦で砲撃を行った。1944年（昭和19年）4月21日と22日にウェーク島への攻撃を行った後、再びニューギニア方面に転戦。4月下旬からのホーランジアの戦いにおいて、ナッシュビルにダグラス・マッカーサー大将が乗艦し、マッカーサー大将は4月22日と23日のタナメラ湾とアイタペへの上陸作戦を観戦した。5月27日からのビアク島の戦いにおいて、ナッシュビルは火力支援部隊に加わった。その途中の6月4日、ナッシュビルはビアク島近海で日本の航空部隊の空襲を受けて損傷した。
エスピリトゥサント島での修理を終えたナッシュビルは、9月中旬からのモロタイ島の戦いで再びマッカーサー大将の旗艦となった。10月16日、ナッシュビルはマッカーサー大将の旗艦としてマヌス島を出撃してレイテ島を目指す。10月20日からのレイテ島の戦いでは火力支援をおこない、橋頭堡構築の支援をおこなう。マッカーサー大将がフィリピン帰還を果たしたときも、本艦は彼の旗艦であった。マッカーサーはレイテ島北東部のタクロバンに総司令部を置き、ナッシュビルと地上を往復して過ごす。10月23日、日本海軍の強力な艦隊がレイテ島を目指して進撃することが明らかになると（両軍戦闘序列）、第7艦隊 (U.S. Seventh Fleet) を指揮するトーマス・C・キンケイド提督は、ナッシュビルを最前線に投入する意向を示した。するとマッカーサーは「自分もナッシュビルに乗って海戦に参加する」と主張して周囲を慌てさせ、キンケイドは「マッカーサーを乗せたナッシュビルを海戦に投じて、総司令官を生命の危険に晒すことはできない。」と説得した。この件ではマッカーサーがキンケイド以下周囲の反対意見を受け入れ、彼がレイテ沖海戦で日本艦隊と直接砲火を交えることはなかった。10月25日未明、西村艦隊は第7艦隊の邀撃によりスリガオ海峡で全滅し、駆逐艦1隻（時雨）だけが逃走に成功した。
レイテ沖海戦が一段落すると、本艦はマヌス島に戻って修理を受けた。ナッシュビルは第78任務部隊（アーサー・D・ストラブル少将）の旗艦として11月28日にマヌス島を出撃し、ミンドロ島の戦いの支援に向かった。進撃途中の12月13日、ナッシュビル以下のミンドロ島攻略部隊はミンダナオ海からスールー海に至る海域を航行中に神風特攻第二金剛隊（零戦3機）および陸軍特攻一宇隊（隼1機）の攻撃を受けた。1機の特攻機がナッシュビルの後方から突入し、5インチ砲砲架付近に命中。爆弾が3メートル四方に炸裂し、ガソリンは撒き散らされて火災を発生させた。ナッシュビルは133名が戦死し190名が負傷したが、133名の戦死者の中にはストラーブル少将の参謀やミンドロ島上陸部隊参謀長、爆撃部隊司令官および海兵隊員28名が含まれていた。ナッシュビルはこの被害にもかかわらず、残る5インチ砲で対空砲火を打ち上げた。しかしストラーブル少将は将旗をナッシュビルから撤収して旗艦を変更。ナッシュビルはサンペドロ湾、真珠湾と後退し、1945年（昭和20年）1月12日にピュージェット・サウンド海軍造船所に到着して大修理を行った。ナッシュビルは3月12日に修理が終わり、訓練の後4月15日にサンディエゴを出港した。
ナッシュビルは5月16日にスービック湾に到着し、第74任務部隊の旗艦となる。大戦終盤の数ヶ月間、ナッシュビルはボルネオの戦いに参加し、ボルネオ島のブルネイ湾上陸支援、バリクパパン攻略戦およびマカッサル海峡での空母護衛などの任務に従事した。7月29日にナッシュビルは日本軍船団を迎え撃つためスービック湾から出撃したものの、最後の戦時任務は取り消されることとなった。

### 戦後
第73任務部隊司令官の乗艦したナッシュビルは1945年9月19日に上海に入港した。11月17日に旗艦任務を解除され、ナッシュビルは450名の帰還兵を乗せて西海岸へ向かう。ハワイでもう90名を乗艦させ、サンペドロには12月3日に到着した。その後直ちにエニウェトク環礁およびクェゼリン環礁に向けて出航、帰還兵搬送任務に就く。西海岸へ近づいた1946年1月3日、1,800名を乗せたまま機関故障で荒海を漂う攻撃輸送艦セント・メリーズ (USS St. Mary's, APA-126) の援助を行う。ナッシュビルはセント・メリーズを曳航し、1月6日に無事サンフランシスコ灯台に到着した。
ナッシュビルは1月21日にサンフランシスコを出航し、不活性化のためフィラデルフィア海軍造船所に到着した。1946年6月24日に退役し、その後1950年まで予備役として保管された。ナッシュビルはフィラデルフィア海軍造船所でオーバーホール後1951年1月9日にチリに売却され、チリ海軍ではカピタン・プラット (Capitán Prat, CL-03) の艦名で就役した。
ナッシュビルは第二次世界大戦の戦功で10個の従軍星章を受章した。